# Leptomorphus quadrimaculatus
Leptomorphus quadrimaculatus är en tvåvingeart som först beskrevs av Matsumura 1916.  Leptomorphus quadrimaculatus ingår i släktet Leptomorphus och familjen svampmyggor. Inga underarter finns listade i Catalogue of Life.